# Alexander Artemev
Alexander Vladimirovich Artemev, detto Sasha (in russo Александр Владимирович "Саша" Артемьев?; Minsk, 29 agosto 1985), è un ginnasta statunitense.
È uno dei membri del team statunitense che nel 2008 vince il bronzo alle Olimpiadi di Pechino.
Nel 2006 diventa campione nel concorso individuale maschile ai Campionati Nazionali statunitensi, diventa campione nazionale al cavallo e medaglia di bronzo all'attrezzo ai Campionati Mondiali dello stesso anno. Ai Campionati Nazionali del 2007 e del 2008 vince l'oro al cavallo.

## Palmarès
- Giochi olimpici estivi

Pechino 2008: bronzo nel concorso a squadre.
- Campionati mondiali di ginnastica artistica

2006 - Aarhus: bronzo nel cavallo con maniglie.